# 托尼·揚奇克
托尼·揚奇克（德語：Tony Jantschke，1993年4月1日—），是一名德國職業足球員，現時效力德甲球隊门兴格拉德巴赫。